# Se Vira
"Se Vira" é uma canção interpretada pelo cantor pop brasileiro Latino com a participação da cantora Tânia Mara originalmente para o álbum Junto e Misturado. A faixa foi gravada ao vivo para o DVD Junto e Misturado: Fazendo a Festa com a participação de Perlla e esta liberada como single. Uma terceira versão foi gravada com Maria Cecília & Rodolfo e lançada nas rádios de música sertaneja.

## Desempenho nas tabelas musicais
A canção debutou nas paradas do Hot 100 Brasil.
| Tabela musical (2009)           | Melhor posição |
| ------------------------------- | -------------- |
| Brasil (Brasil Hot 100 Airplay) | 93             |